# Junker Jørgensen
Junker Jørgensen (* 17. Mai 1946 in Roskilde; † 8. Januar 1989 ebenda) ist ein ehemaliger dänischer Radrennfahrer und nationaler Meister im Radsport.

## Sportliche Laufbahn
Jørgensen war Teilnehmer der Olympischen Sommerspiele 1972 in München. Im Mannschaftszeitfahren belegte er gemeinsam mit Jørn Lund, Jørgen Marcussen und Jørgen Emil Hansen mit den 11. Platz. 
1963 gewann er als Junior die nationale Meisterschaft im Einzelzeitfahren. 1966 gewann er Bronze bei den nationalen Meisterschaften in der Mannschaftsverfolgung.
Das Stjerneløbet, eines der traditionsreichsten Eintagesrennen in Dänemark gewann er 1970, 1971 und 1978. 1973 wurde er gemeinsam mit Reno Olsen, Ove Jensen und Niels Raklev Pedersen dänischer Meister im Mannschaftszeitfahren. 1978 gewann er den Titel erneut, diesmal mit Hans-Henrik Ørsted, Ove Jensen und Niels Raklev Pedersen.